# Luperus saxonicus
Luperus saxonicus es una especie de insecto coleóptero de la familia Chrysomelidae.
Fue descrita científicamente en 1790 por Gmellin.